# Mapa da Vinlândia

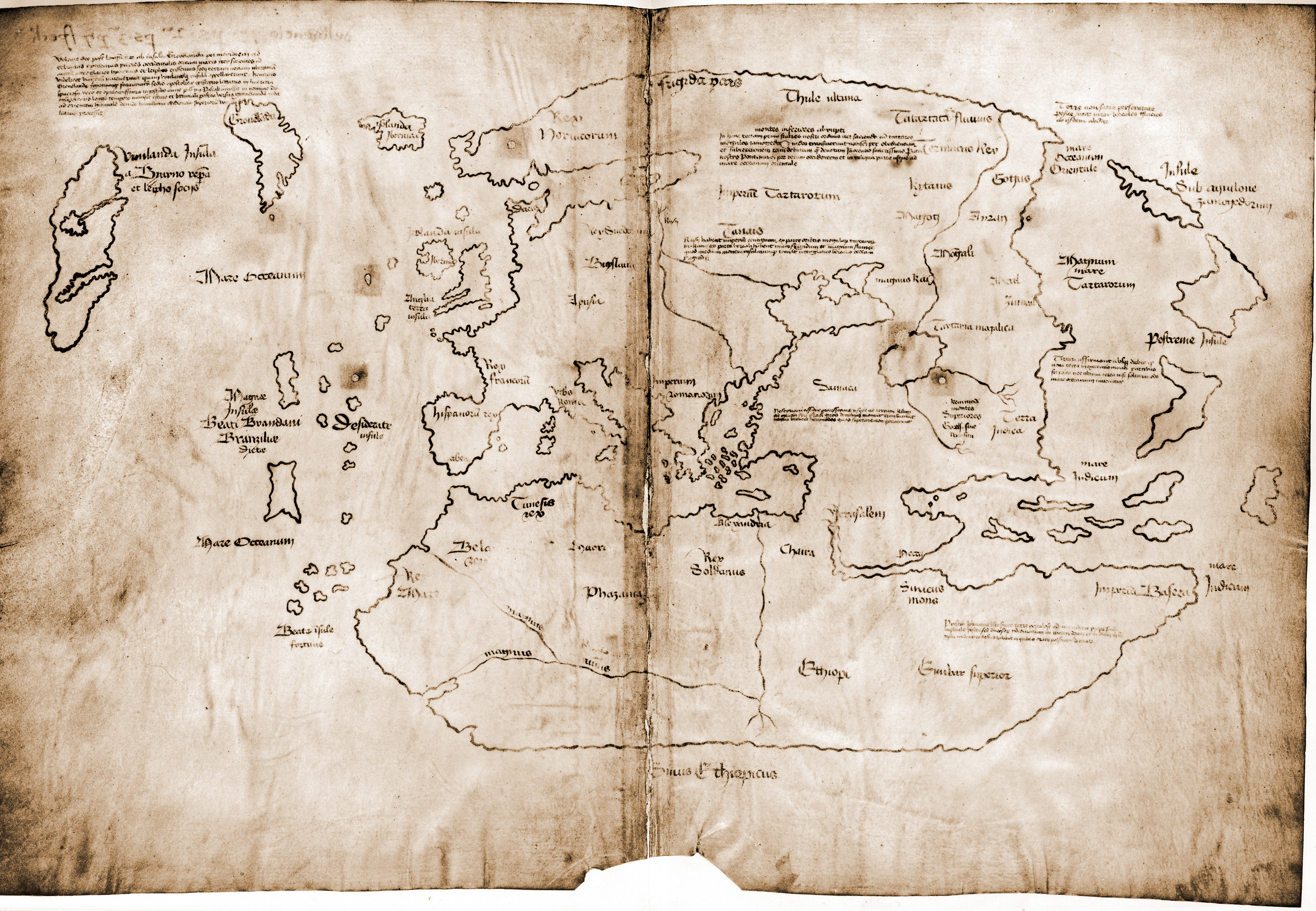
O Mapa da Vinlândia

O Mapa da Vinlândia é alegadamente um mapa-múndi do século XV, redesenhado a partir de um original do século XIII. Além de exibir África, Ásia e Europa, o mapa mostra uma grande ilha chamada Vinlândia, no Atlântico, a oeste da Groenlândia.

## História
Os primeiros registos do mapa são de 1957. Na altura, foi oferecido ao British Museum, da parte de Enzo Ferrajoli de Ry, um negociante espanhol. O museu, com base em suspeitas de que o mapa fosse uma falsificação, recusou o negócio. Depois, nos anos 60, foi adquirido por Laurence C. Witten III, comerciante de livros raros e colecionador de antiguidades, por 3500 dólares. Ao início, Witten não revelou quem lhe tinha vendido o mapa, mas anos mais tarde, disse que o tinha adquirido de Ferrajoli de Ry. Eventualmente o filantropo Paul Mellon comprou o mapa por 300.000 dólares e doou-o à Universidade de Yale em 1965. 
Era a prova de que os vikings tinham feito explorações no Novo Mundo e chegado à América do Norte antes de Cristóvão Colombo. 
Pensava-se que era original de cerca de 1440, mas, depois de anos de controvérsia, novas análises ao manuscrito confirmam que foi feito nos anos 20 do século XX.